# Ahti
Ahti sau Ahto este una dintre figurile eroice ale mitologiei finlandeze pe care Elias Lönnrot le-a compilat în personajul Lemminkäinen. Ahti este descris ca un războinic feroce, care jură să trăiască în pace după ce o va câștiga pe Kyllikki drept soție, dar își încalcă jurământul și va fi omorât în luptă.
Tot în mitologia finlandeză, Ahti este și numele unui zeu al mării și al pescuitului, descris ca un bărbat cu barbă de mușchi. Consoarta sa este Vellamo, alături de care locuiește în adâncurile mării, în palatul Ahtola.